# Jeff Hastings
Pour les articles homonymes, voir Hastings.
Jeffrey Paul Hastings (né le 25 juin 1959 à Mountain Home, Idaho) est un ancien sauteur à ski américain.

## Palmarès

### Jeux Olympiques
| Épreuve / Édition | Sarajevo 1984 |
| Petit Tremplin    | 9e            |
| Grand Tremplin    | 4e            |

### Championnats du monde
| Épreuve / Édition | Oslo 1982 |
| Petit Tremplin    | 35e       |
| Grand Tremplin    | 15e       |
| Par Equipes       | 6e        |

### Coupe du monde
- Meilleur classement final: 4e en 1984.
- 1 victoire.

#### Saison par saison
| Année | Lieu                     |
| 1984  | Lake Placid (États-Unis) |